# Carmo do Rio Claro
Carmo do Rio Claro – miasto i gmina w Brazylii, w stanie Minas Gerais. Znajduje się w mezoregionie Sul e Sudoeste de Minas i mikroregionie Alfenas.